# Кельме
Кельме або Кельми (лит. Kelmė, пол. Kielmy, біл. Кельмы) — місто в центральній Литві, є адміністративним центром Кельменського району в Шяуляйському повіті Литви. Місто належить до етнографічного регіону Жмудь.

## Географія
Розташоване на річці Кражанте, за 19 км від залізничної станції Титувенай.

## Населення
| 0,385                                  | 1,303 | 1,800 | 3,914 | 2,900 | 3,700 | 5,140 | 6,934 | 8,000 | 9,073 | 11,557 | 10,900 | 9,190 |
| В період з 1833 по 2011 рік (тис. ос.) |       |       |       |       |       |       |       |       |       |        |        |       |

## Історія
Перші згадки про поселення датуються 1484 роком. У цей час воно знаходилося у власності Радзивілів, потім Саламерецьких, потім Глібовичів. У XVI столітті правителями поселення були князі Саламерецькі, а в 1579 році його купив Павло Грушевський. У володінні цієї сім'ї Кельме перебував до 1939 року. У 1831 році частина володінь була вилучена царською владою за участь у повстанні 1830-1831 рр. Останній володар помер в 1939 році, а його родину радянська влада виселила до Сибіру, де вона загинула в таборах. До другої світової війни місто було одним із центрів єврейського руху Литви.

## Економіка
Льонообробна, трикотажна, харчова промисловість.

## Спорт
- «Кельме», (футбольний клуб).
- Центральний стадіон

## Відомі люди
- Шендеріс Гіршовічюс (* 1953) — колишній литовський футболіст та футбольний тренер.
- Інія Трікунєне (* 1951) — литовський етнолог, соціолог, фольклорист, психолог.
- Стасис Шилінґас (1885—1962) — литовський державний діяч, жертва російського окупаційного терору.